# Дрізд мандаринський
Дрізд мандаринський (Turdus mandarinus) — вид горобцеподібних птахів родини дроздових (Turdidae).

## Поширення
Гніздиться на території Китаю і на зимівлю мігрує на південь, досягаючи Бутану, Південної Кореї, Камбоджі, Гонконгу, Індії, Японії, Лаосу, М'янми, Непалу, Шрі-Ланки, Тайваню, Таїланду та В'єтнаму. Його природними середовищами існування є ліси помірного поясу, луки та чагарники, а також поля, плантації та сільські сади.

## Підвиди
- T. m. mandarinus гніздиться на більшій частині південного, центрального та східного Китаю.[3] Це частковий мігрант до Гонконгу та на південь до Лаосу та В'єтнаму. Самець темно-чорний, а самиця подібна, але коричневіша та блідіша на нижній частині.[4] Підвид вирізняється більшим розміром.[5]
- T. m. sowerbyi, названий на честь Джеймса Совербі, британського натураліста та ілюстратора, розмножується від східного Сичуаня до Гуйчжоу. Він частково перелітний, деякі особини проводять зиму в південному Китаї та північному Індокитаї. Він нагадує mandarinus, але менший і темніший знизу.[5]